# Saint-André-en-Vivarais
Saint-André-en-Vivarais település Franciaországban, Ardèche megyében. Lakosainak száma 211 fő (2022. január 1.). Saint-André-en-Vivarais Devesset, Rochepaule, Saint-Pierre-sur-Doux, Le Mas-de-Tence, Montregard és Saint-Bonnet-le-Froid községekkel határos.

## Népesség
A település népessége az elmúlt években az alábbi módon változott:
| Lakosok száma | 408  | 255  | 213  | 225  | 212  | 214  | 213  | 210  | 210  | 211  |
|               | 1968 | 1982 | 1990 | 2006 | 2013 | 2015 | 2017 | 2019 | 2020 | 2022 |